# Zeeburg
Zeeburg was van 1990 tot 2010 een stadsdeel van de gemeente Amsterdam in de Nederlandse provincie Noord-Holland. Per 1 mei 2010 is het opgegaan in het nieuwe stadsdeel Oost.
Het stadsdeel telde op 1 januari 2009 52.701 inwoners en heeft een oppervlakte van 19,31 km². Zeeburg omvat met IJburg het snelst groeiende deel van Amsterdam, zowel qua aantal inwoners als qua oppervlakte.

## De naam Zeeburg

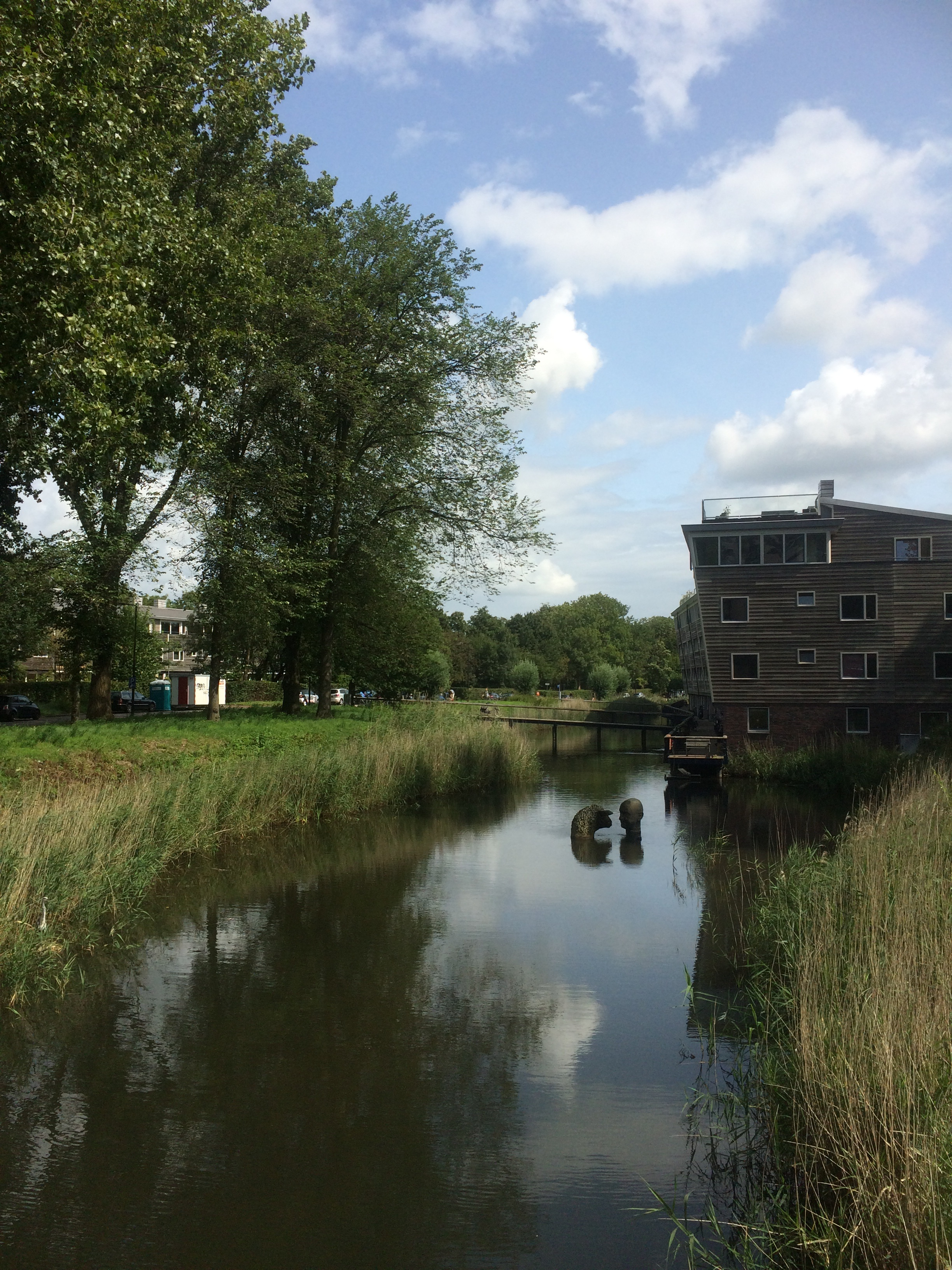
Kunstwerk voorstellende een schapenkop en een mensenhoofd in het water parallel aan de Flevoparkweg

Het in 1990 ingestelde stadsdeel ontleende zijn naam aan de Zeeburgerdijk en het Zeeburgereiland, in het midden van het stadsdeel. De Zeeburgerdijk is genoemd naar de vesting 'Seeburg' die in de 17e eeuw langs de dijk stond die een deel is van de oude dijk langs de Zuiderzee. Deze verbond Amsterdam met Muiden en was voor de drooglegging van de Watergraafsmeer ook de enige verbinding over land met Naarden. Het gebied raakte bebouwd vanaf het einde van de 19e eeuw toen de aanleg van het Oostelijk Havengebied en de bouw van de Indische Buurt een aanvang nam.
In maart 2007 werd Amsterdam-Oost aangewezen als een probleemwijk, dit heeft in Stadsdeel Zeeburg met name betrekking op de Indische Buurt (De 40 wijken van Vogelaar), waardoor zij extra aandacht en geld zullen ontvangen.

## Buurten en wijken in voormalig Stadsdeel Zeeburg
- Indische Buurt
- Oostelijk Havengebied
- IJburg
- Zeeburgereiland

## Natuur in Zeeburg
In Zeeburg liggen twee parken:
- Flevopark
- Diemerpark

## Stadsdeelbestuur

### Dagelijks bestuur
Van 1999 tot en met 2006 was Tjeerd Herrema stadsdeelvoorzitter, hij volgde Jos Bontekoe tussentijds op. In 2002 trad Fatima Elatik toe tot het dagelijks bestuur en was daarmee de eerste wethouder met een Marokkaanse achtergrond in Nederland. Nico Papineau Salm volgde Herrema op na de verkiezingen in 2006, Herrema werd wethouder van de gemeente. Salm moest echter in 2009 wegens gezondheidsredenen tussentijds stoppen waarna tot 2010 de PvdA'er Fatima Elatik het voorzitterschap overnam. Het laatste dagelijks bestuur van stadsdeel Zeeburg werd verder gevormd door (PvdA), Dennis Straat (VVD) en Jan Hoek (GroenLinks). Stadsdeel Zeeburg werd na de verkiezingen in 2010 een onderdeel van stadsdeel Oost.

### Stadsdeelraad
Van 1990 tot 2010 had Zeeburg een eigen stadsdeelraad. Tot 2006 had deze raad 19 zetels, waarna het aantal leden van de raad is verhoogd naar 21 zetels.
| Deelraadszetels    | Deelraadszetels | Deelraadszetels | Deelraadszetels | Deelraadszetels |
| ------------------ | --------------- | --------------- | --------------- | --------------- |
| Partij             | 1998            | 2002            | 2006            |                 |
| PvdA               | 5               | 6               | 9               |                 |
| VVD                | 2               | 4               | 4               |                 |
| GroenLinks         | 4               | 3               | 3               |                 |
| SP                 | 2               | 1               | 3               |                 |
| D66                | 1               | 2               | 2               |                 |
| CDA                | -               | 1               | -               |                 |
| AA/DG              | -               | 1               | -               |                 |
| Buurt Actie Partij | 2               | 1               | -               |                 |
| Totaal             | 17              | 19              | 21              |                 |